# 帕斯瓦利斯
帕斯瓦利斯是立陶宛的城市，位於首府帕內韋日斯以北38公里，由帕內韋日斯縣負責管轄，面積7.22平方公里，海拔高度55米，市內的天主教教堂在1787年建成，2010年人口8,116。

## 友好城市
- 法國 列萬

## 外部連結
- Official Homepage （页面存档备份，存于）
- Pasvalys district municipality